# Список церквей Флоренции
Ниже приведён список церквей Флоренции, Италия. Для удобства он поделён на два раздела, где храмы рассортированы в зависимости от их расположения относительно реки Арно.

## К северу от Арно
- Орсанмикеле
- Сант'Агата[итал.]
- Сант'Амброджо
- Сант'Аполлониа[англ.]
- Санти-Апостоли
- Сан-Барнаба
- Сант'Эджидио
- Сан-Филиппо-Нери
- Сан-Гаэтано
- Сан-Джованни-ди-Дио[итал.]
- Сан-Джованни-деи-Кавальери
- Сан-Джованни-деи-Скополи
- Сан-Джузеппе[англ.]
- Санта-Лючия-деи-Маньоли
- Сан-Марко
- Санта-Маргерита-деи-Черки[англ.]
- Санта-Маргерита-ин-Санта-Мария-деи-Риччи[итал.]
- Санта-Мария-дельи-Анджели[англ.]
- Санта-Мария-деи-Кандели[англ.]
- Санта-Мария-Верджине-делла-Кроче-аль-Темпио[итал.]
- Санта-Мария-Маддалена-деи-Пацци
- Санта-Мария-Маджоре
- Санта-Мария-делла-Тромба[итал.]
- Сан-Мартино-дель-Весково[англ.]
- Сан-Микеле Висдомини
- Сан-Панкрацио
- Сан-Ремиджо[англ.]
- Сан-Сальваторе-аль-Весково
- Сан-Сальви
- Санти-Симоне-э-Джиуда[англ.]
- Санто-Стефано-аль-Понте[англ.]
- Санта-Тринита
- Церковь Рождества Христова и Николая Чудотворца

## К югу от Арно
- Сан-Миниато-аль-Монте
- Сан-Карло-деи-Барнабити[итал.]
- Сан-Феличе-ин-Пьяцца
- Санта-Феличита
- Сан-Франческо-ди-Паола[англ.]
- Сан-Фредиано-ин-Кастелло
- Сан-Джорджо-алла-Коста[итал.]
- Сан-Джакопо-сопр'Арно
- Сан-Леонардо-ин-Арчетри[англ.]
- Санта-Лючия-деи-Маньоли
- Санта-Мария-дель-Кармине
- Санта-Мария-аль-Пиньоне[итал.]
- Англиканская церковь Святого Марка[англ.]
- Санта-Моника[итал.]
- Сан-Никколо-сопр'Арно[итал.]
- Сан-Пьетро-ин-Гаттолино[итал.]
- Санта-Роза[англ.]
- Сан-Сальваторе-аль-Монте
- Санто-Спирито
- Санти-Вито-э-Модесто[итал.]
- Лютеранская церковь